# Bad Vibrations (singolo)
Bad Vibrations è un singolo del gruppo musicale statunitense A Day to Remember, il secondo estratto dal loro sesto album in studio Bad Vibrations, pubblicato il 2 giugno 2016.

## Video musicale
Il video ufficiale del brano, pubblicato alcune ore prima dell'uscita ufficiale del singolo, è stato diretto da Drew Russ.

## Tracce
Testi degli A Day to Remember.
Musiche di Jeremy McKinnon, Kevin Skaff, Neil Westfall e Cory Quistad.
1. Bad Vibrations – 3:33

## Formazione
A Day to Remember
- Jeremy McKinnon – voce
- Kevin Skaff – chitarra solista, voce secondaria
- Neil Westfall – chitarra ritmica
- Joshua Woodard – basso
- Alex Shelnutt – batteria, percussioni

Produzione
- Bill Stevenson – produzione, ingegneria del suono
- Jason Livermore – produzione, ingegneria del suono
- Andrew Berlin – ingegneria del suono
- Andrew Wade – ingegneria del suono
- Chris Beeble – ingegneria del suono
- Andy Wallace – missaggio

## Classifiche
| Classifica (2016)          | Posizione massima |
| -------------------------- | ----------------- |
| Stati Uniti (rock)         | 46                |
| Stati Uniti (rock digital) | 37                |